# Isaac Asimov
 Der er for få eller ingen kildehenvisninger i denne artikel, hvilket er et problem. Du kan hjælpe ved at angive troværdige kilder til de påstande, som fremføres i artiklen.

Isaac Asimov (russisk: Исаак Юдович Озимов, tr. Isaak Judovitj Ozimov; født 2. januar 1920 i Petrovitji, Smolensk oblast, Russiske SFSR, død 6. april 1992 i New York, USA) var en russiskfødt amerikansk forfatter og biokemiker. Isaac Asimov blev kendt for sine science fiction-bøger og for sine videnskabelige bøger for lægmand, som han begyndte at udgive som 18-årig. Han udgav cirka 500 bind i sin levetid og var i en lang periode medlem af Mensa. Asimov gav navn til begrebet "robotics".
Isaac Asimov døde i 1992 af hjerte- og nyresvigt som følge af AIDS. HIV-smitten havde han pådraget sig ved en blodtransfusion, han modtog under en bypass-operation. At dødsårsagen var AIDS blev dog først offentligt kendt i 2002, da hans selvbiografi It's Been a Good Life udkom.

## Stiftelsen og Psykohistorie
Et af Asimovs hovedværker er Foundation serien (på dansk: Stiftelsen). Serien omhandler et gammelt galaktisk imperiums død. Og efterfølgende hvordan et nyt imperium, dedikeret til kunst, videnskab og teknologi oprettes ved hjælp af indsigt i den nye videnskab Psykohistorie. Foundation serien betegnes ofte som den bedste, eller i hvert fald den mest indflydelsesrige, science fiction serie, der nogensinde er skrevet. Den enorme succes skyldes i vid udstrækning de mange spekulationer over samfund og videnskab, som ligger som en rød tråd i værket. Bl.a. debatteres individets plads over for de store menneskemasser og individets plads overfor teknologi i form af højintelligente robotter. I værket bindes temaerne sammen af den geniale matematiker Hari Seldon's arbejde med den nye (fiktive) videnskab Psykohistorie.

## Asimovs "Laws of Robotics"
Asimov er foruden sit store bagkatalog af science fiction også ophavsmanden til "The Three Laws of Robotics", som er blevet en grundsten i al science fiction der har med robotter at gøre.
På et givet tidspunkt skulle Isaac Asimov have udtalt at "Many writers of robot stories, without actually quoting the three laws, take them for granted, and expect the readers to do the same".

## Asimovs bøger oversat til dansk
- Selv guderne 1973. 281 sider. Forlag: Stig Vendelkær ISBN 87-416-1071-7
- Robot 1973. 232 sider. Forlag: Stig Vendelkær ISBN 87-416-3614-7
- Evigheden er forbi 1974. 219 sider. Forlag: Stig Vendelkær ISBN 87-416-1018-0
- Stiftelsen 1979. 223 sider. Forlag: Borgen ISBN 87-418-4899-3
- Stiftelsen og Imperiet 1979. 228 sider. Forlag: Borgen ISBN 87-418-2600-0
- Den sejrende Stiftelse 1979. 223 sider. Forlag: Borgen ISBN 87-418-2601-9
- Agent for Stiftelsen, 1984, 393 sider, Forlag: Borgen
- Stålhulerne, 1974, 220 sider, Forlag: Stig Vendelkær
- Mord i universet, 1958, 121 sider
- 200-års jubilaren 1999. 46 sider. Forlag: Science Fiction Cirklen ISBN 87-90592-03-4
- Jorden er os nok, 1972, 256 sider, Forlag: Stig Vendelkær ISBN 87-416-3615-5
- Krise på mars og andre fortællinger, 1977, 54 sider, Forlag: Science fiction cirklen.